# 621 Werdandi
621 Werdandi eller 1906 WJ är en asteroid upptäckt 11 november 1906 av den tyske astronomen August Kopff i Heidelberg. Asteroiden har fått sitt namn efter Verdandi, en av nornorna inom nordisk mytologi.
Den tillhör asteroidgruppen Themis.